# Phyllodoce breviremis
Phyllodoce breviremis är en ringmaskart som beskrevs av Jean Louis Armand de Quatrefages de Bréau 1866. Phyllodoce breviremis ingår i släktet Phyllodoce och familjen Phyllodocidae. Inga underarter finns listade i Catalogue of Life.